# Stanisłowice
Stanisłowice (cz. Stanislaviceⓘ, niem. Stanislowitz, Stänzelsdorf) – część miasta Czeskiego Cieszyna w kraju morawsko-śląskim, w powiecie Karwina w Czechach. Jest to także gmina katastralna o powierzchni 397,05 ha. Położona na północno-zachodnim skraju miasta, około 6 kilometrów od centrum. Populacja w 2001 wynosiła 517 osób, zaś w 2010 odnotowano 178 adresów.

## Historia
Pierwsza wzmianka pochodzi z 1438 roku. Politycznie wieś znajdowała się wówczas w granicach Księstwa Cieszyńskiego, będącego lennem Królestwa Czech, a od 1526 roku w wyniku objęcia tronu czeskiego przez Habsburgów wraz z regionem aż do 1918 roku w monarchii Habsburgów (potocznie Austrii). W 1597 została zakupiona przez Bludowskich.
Pod koniec XVIII wieku wybudowano tu stojącą do dziś kapliczkę w stylu ludowego baroku.
Według austriackiego spisu ludności z 1900 w 70 budynkach w Stanisłowicach na obszarze 397 hektarów mieszkało 381 osób, co dawało gęstość zaludnienia równą 96 os./km². z tego 243 (63,8%) mieszkańców było katolikami a 133 (34,9%) ewangelikami, 373 (97,9%) było polsko-, 5 (1,3%) niemiecko- a 3 (0,8%) czeskojęzycznymi.
W 1910 roku Stanisławice miały 420 mieszkańców, z czego 416 (99,1%) było polsko-, 3 (0,7%) niemiecko- a 1 (0,2%) czeskojęzyczna, 278 (66,2%) było katolikami, 138 (32,9%) ewangelikami, a 4 (1%) wyznawcami judaizmu.
W granicach administracyjnych Czeskiego Cieszyna od 1975.